# Psittacula krameri

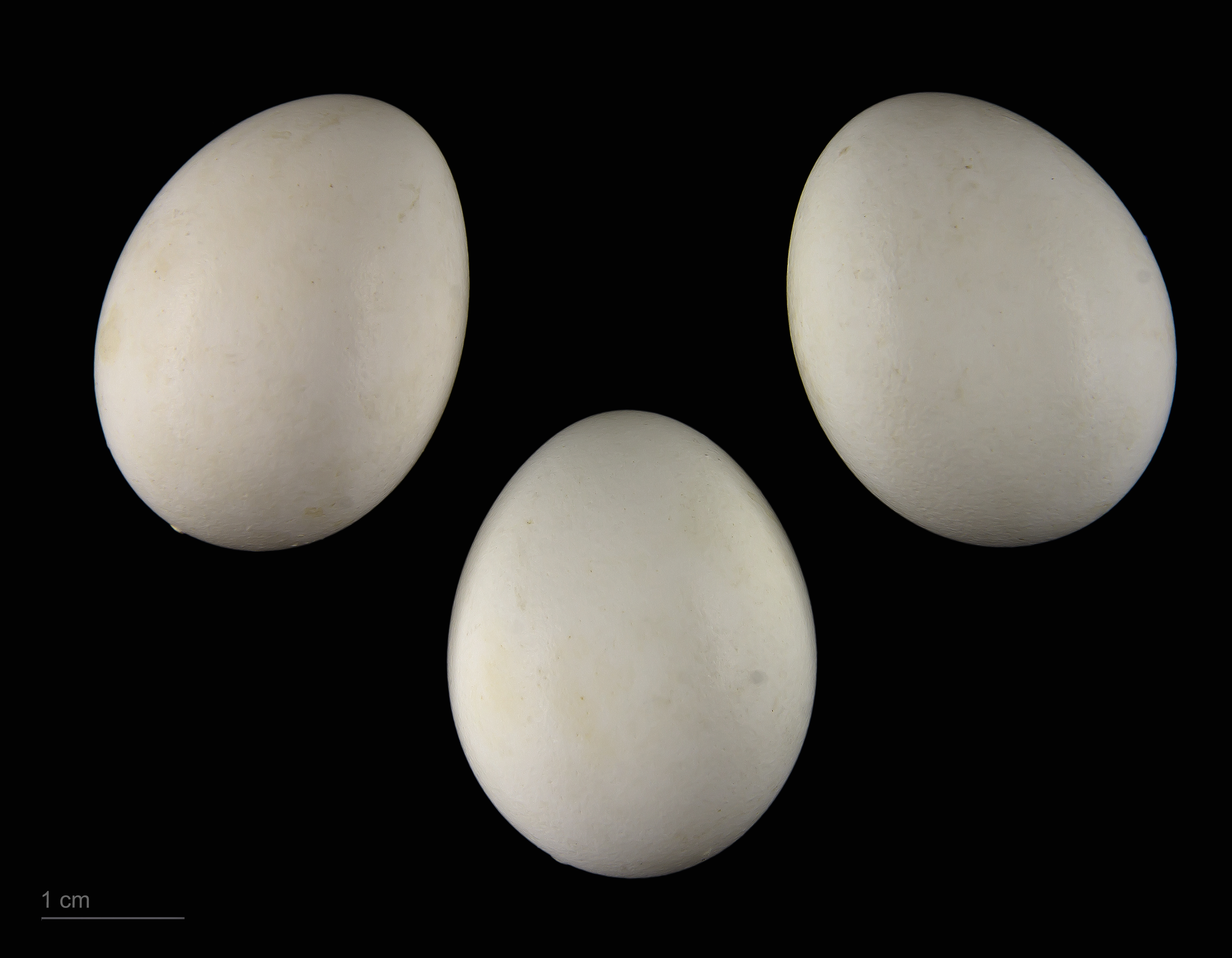
Psittacula krameri

Il parrocchetto dal collare (Psittacula krameri (Scopoli, 1769)) è un uccello della famiglia degli Psittaculidi.

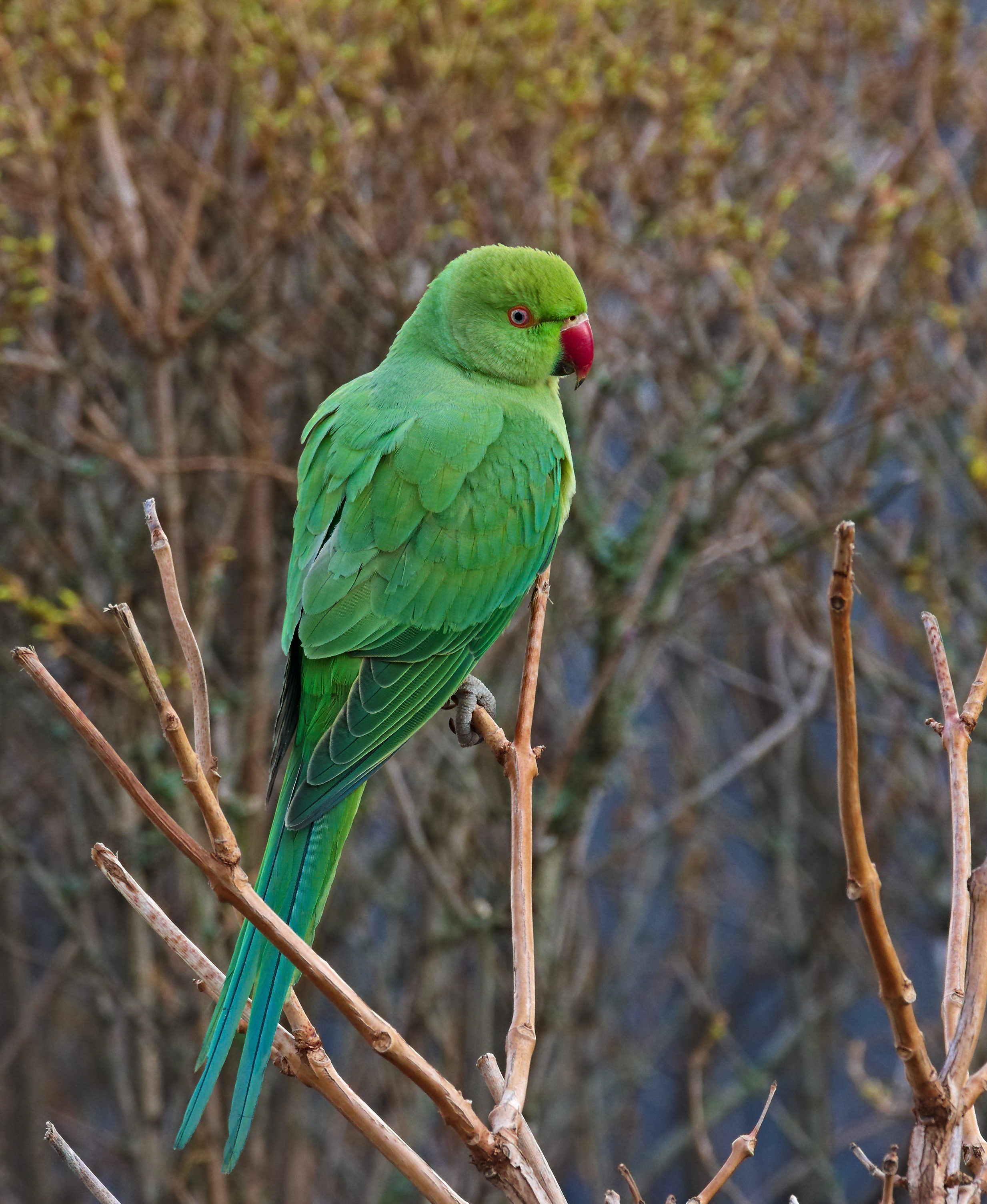
Un parrocchetto dal collare.

## Descrizione
Ha taglia attorno ai 40 cm, colorazione generale verde, coda sfumata di azzurro, sottocoda giallastro, sottile linea nera che collega la cera agli occhi, mandibola inferiore nera e mandibola superiore rossa con punta nera; iride gialla. Presenta un evidente dimorfismo sessuale: il maschio ha un collarino rosa soffuso di viola sulla nuca e una banda nera dal becco al collo; la femmina ha colorazione più pallida, è priva di collare rosa e banda nera e ha le timoniere centrali più corte. I soggetti immaturi sono simili alle femmine.

## Biologia
Sociale e gregario, forma stormi che possono tranquillamente superare le 1000 unità e che si radunano su grandi alberi dormitorio. È considerato nocivo per i raccolti, soprattutto per quelli di cereali, caffè e per gli orti. La stagione riproduttiva va da agosto a novembre per le popolazioni africane, da dicembre a maggio per quelle indiane e da novembre a giugno per la popolazione di Ceylon. Per quanto riguarda le popolazioni italiane nidifica da maggio ad agosto. In Africa il nido è sempre localizzato nella cavità di un tronco, spesso nel nido abbandonato da un picchio adattato allo scopo; in India nidifica anche sotto i tetti e nelle crepe dei muri delle vecchie case. La femmina depone da 2 a 6 uova e comincia a covare fin dalla deposizione del primo; l'incubazione dura 24 giorni e i piccoli si involano a circa 6-7 settimane.
Una caratteristica interessante è che riesce a imitare la voce umana molto bene. Alcuni di questi parrocchetti iniziano a parlare a circa sette mesi di età, mentre la maggior parte inizia a circa un anno; la parlata è chiara e può essere compresa facilmente anche da estranei.

## Distribuzione e habitat
Vive nell'Africa centro-settentrionale dalla Guinea al Senegal, alla Mauritania, all'Uganda, al Sudan, all'Etiopia e alla Somalia (P. k. krameri e P. k. parvirostris); in Asia dal Pakistan occidentale all'Afghanistan, all'India, al Nepal, in Myanmar e Ceylon (P. k. borealis e P. k. manillensis). È stato introdotto con successo alle Mauritius, a Zanzibar, in Egitto, in Oman, in Kuwait, in Iraq e persino nella Cina sud-orientale e in Europa.
Per quanto riguarda l'Italia vi sono numerose popolazioni stabili da nord a sud: sono stati segnalati nel centro di Genova, nel Parco di Monza, a Roma e provincia, nella città di Bolzano, nell'Orto botanico di Palermo in Sicilia, in generale in tutta la provincia di Pavia (anche in città nella zona del Castello Visconteo), a Ferrara; avvistamenti anche a Milanoal Parco Forlanini, al Parco Ravizza, al Parco Nord, al Parco Sempione (Milano), al Parco Lambro, al Parco delle Cave, all'Idroscalo; inoltre in provincia di Milano a Paullo soprattutto nei parchi cittadini; presenze in Toscana (soprattutto al parco delle Cascine a Firenze) e in provincia di Bologna e in Puglia. Avvistamenti anche nel parco della Reggia di Caserta e financo a Salerno e Napoli. 
Nel suo ambiente naturale vive nelle savane alberate, nelle boscaglie, nelle foreste secondarie e non è raro nei giardini e nei campi coltivati. È stanziale, ma nelle zone agricole avvengono movimenti locali a seconda delle stagioni dei raccolti.

## Tassonomia
Il Congresso Ornitologico Internazionale riconosce quattro sottospecie:
- P. k. krameri (Scopoli, 1769), specie di riferimento descritta
- P. k. parvirostris (Souancé, 1856), che si caratterizza per il becco più piccolo
- P. k. borealis (Neumann, 1915), che si connota per il colore violetto sulla nuca sfumato in grigio e più diffuso
- P. k. manillensis (Bechstein, 1800), simile a P. k. krameri, ma leggermente più grande e con il becco più largo